# Streptocara crassicauda
Streptocara crassicauda is een rondwormensoort uit de familie van de Acuariidae. De wetenschappelijke naam van de soort is voor het eerst geldig gepubliceerd in 1829 door Creplin.